# Prince Arnie Matoko
Pour les articles homonymes, voir Matoko.
Prince Arnie Matoko, né le 5 juin 1982 à Pointe-Noire, est un enseignant et écrivain de la république du Congo.

## Biographie
Il est à l’université Marien-Ngouabi (École nationale d’administration et de magistrature, faculté de droit) ainsi qu’aux différents instituts d’enseignement supérieur privé[réf. nécessaire].
À partir de 2016, il publie pour la première fois son recueil de poèmes intitulé Mélodie des larmes suivi de quatre autres livres : trois recueils de poèmes et un recueil de nouvelles. 
En 2017, Après un temps de pause littéraire, il publie successivement en 2018 un recueil de poèmes (Lettres de sang) et un recueil de nouvelles (La colère du fleuve et Un voyage à New York). 
En 2018, Il reçoit le prix Mongo Béti pour l’ensemble de son œuvre.
Il a été parmi les auteurs africains invités du Salon du Livre Africain de Paris et au Festival International du Livre Gabonais et des Arts organisés par l'Union des Écrivains Gabonais.
En 2020, il publie un autre recueil de poèmes intitulé Entre les lignes du silence.

## Œuvres

### Poésies
- Mélodie des larmes: poésie, les Éditions Chapitre.com, 2016 (ISBN 979-10-290-0452-0)
- Sous les ailes de l'aurore, Les Éditions du Net, 9 septembre 2016 (ISBN 978-2-312-04664-8)
- Les eaux du nil, Les éditions du Net, 23 octobre 2017, 58 p. (ISBN 978-2312055466)
- Lettres de sang, Scholars' Press, 25 janvier 2022, 88 p. (ISBN 9786200119681)
- L'enfant de l'or noir et du sel, Edilivre-Aparis, 7 octobre 2016 (ISBN 9782334211833).
- Entre les lignes du silence: Recueil de poésie, Le Lys Bleu Éditions, 5 août 2020 (ISBN 979-10-377-0906-6)

### Romans
- Un voyage à New York, Paris, Harmattan, 11 octobre 2016 (ISBN 9782343091952)
- La colère du fleuve, Les Editions Renaissance Africaine, octobre 2018 (ISBN 979-10-97485-30-6)

### Maximes
- Ces fruits de mon jardin intérieur, Edilivre, 19 septembre 2016 (ISBN 978-2334167758)

## Voir Aussi